# 정민진
정민진(1982년 2월 19일 ~ )은 대한민국의 배우이다.

## 연기 활동

### 드라마
- 2007년 SBS 주말 특별기획 《칼잡이 오수정》 ... 다니엘 역
- 2007년 KBS2 단막극 《KBS 드라마시티 - 아인슈타인이 발견한 사랑》 ... 김성원 역
- 2008년 KBS2 단막극 《KBS 드라마시티 - 레드백》 ... 재희 역
- 2008년 SBS 금요드라마 《신의 저울》 ... 민태 역
- 2012년 채널A 주말드라마 《판다양과 고슴도치》 ... 조기태 역
- 2013년 KBS2 TV소설 《은희》 ... 최정태 역
- 2014년 KBS2 일일드라마 《뻐꾸기 둥지》 ... 이동현 역

### 영화
- 2005년 《마수로: 오렌지당에 닭은 울지 않는다》
- 2007년 《페이스 메이커》 ... 의료진 역
- 2013년 《밤의 여왕》 ... 성우 역
- 2014년 《우리는 형제입니다》 ... 장의버스 김만재 차남 역

### 뮤직비디오
- 2007년 추가열 - 할 말이 너무 많아요